# 45 Andromedae
Désignations
45 Andromedae (en abrégé 45 And) est une étoile double de la constellation d'Andromède. 45 Andromedae est sa désignation de Flamsteed. Sa magnitude apparente est de 5,80. Sur la base d'un décalage annuel de la parallaxe de 4,95 mas, l'étoile se situe à environ ∼ 660 a.l. (∼ 202 pc) de la Terre.
45 Andromedae a un type spectral de B7 III-IV, correspondant à une étoile sous-géante / géante en évolution. Elle a environ 5,2 fois le rayon du Soleil et rayonne 414 fois la luminosité du Soleil à partir de sa photosphère avec une température effective de 12 874 K.
Un compagnon stellaire a été découvert par l'astronome américain George Washington Hough (en) en 1890. Son existence a ensuite été remise en cause, mais une observation de 2006 situe ce compagnon à une séparation angulaire de 0,10" et à un angle de position de 225° par rapport à l'étoile primaire.